# Didem Kınalı
Didem Kınalı (ur. 6 czerwca 1986 w Stambule) – turecka tancerka specjalizująca się w tańcu brzucha, modelka i piosenkarka pochodzenia romskiego.

## Życiorys
Wychowała się w Gaziosmanpaşa i tańczy od dzieciństwa. Ma starszą siostrę i brata. Jej matka, również tancerka brzucha, wyemigrowała z Salonik, a ojciec, perkusista, wyemigrował z Jugosławii.
Odkąd zaczęła występować w tureckim programie telewizyjnym İbo Show prowadzonym przez İbrahima Tatlısesa, zyskała pewną międzynarodową sławę.